# Morrie Dixon
Pour les articles homonymes, voir Dixon.

a Compétitions nationales et continentales officielles uniquement.

b Matchs officiels uniquement.
Dernière mise à jour le 14 décembre 2009.
Maurice James "Morrie" Dixon, né le 6 février 1929 à Christchurch (Nouvelle-Zélande) et décédé le 29 juillet 2004 dans la même ville, est un  joueur de rugby à XV qui joue avec l'équipe de Nouvelle-Zélande. Il évolue au poste d'ailier.

## Carrière
Il dispute son premier test match avec l'équipe de Nouvelle-Zélande le 9 janvier 1954, à l'occasion d'un match contre l'Irlande. Il dispute son dernier test match contre l'Australie le 1er juin 1957.
En 1953-1954, il est sélectionné à quatre reprises avec les All Blacks, qui font une tournée en Europe et en Amérique du Nord. Il participe à la victoire contre l'Irlande 14-3 puis à celle sur l'Angleterre 5-0 et enfin l'Écosse 3-0. Il perd contre la France 0-3 le 27 février 1954,. Il joue 15 matchs de la tournée.
En 1956, c'est au tour des Sud-Africains de se rendre en Nouvelle-Zélande, Morrie Dixon participe à trois succès All Black sur les Springboks et à une défaite.
Il participe ensuite à une série contre les Australiens en 1957 et à deux victoires. 

## Palmarès en équipe nationale
- 10 sélections avec l'équipe de Nouvelle-Zélande
- 6 points, 2 essais
- Nombre total de matchs avec les All Blacks :  28
- Sélections par année : 4 en 1954, 4 en 1956, 2 en 1957